# Ла-Транкльер
Ла-Транклье́р (фр. La Tranclière) — коммуна во Франции, находится в регионе Рона — Альпы. Департамент — Эн. Входит в состав кантона Пон-д’Эн. Округ коммуны — Бурк-ан-Брес.
Код INSEE коммуны — 01425.

## География
Коммуна расположена приблизительно в 380 км к юго-востоку от Парижа, в 55 км северо-восточнее Лиона, в 11 км к югу от Бурк-ан-Бреса.
На юге коммуны протекает небольшая река Лешер.

## Климат
Климат полуконтинентальный с холодной зимой и тёплым летом. Дожди бывают нечасто, в основном летом.

## Население
Население коммуны на 2010 год составляло 301 человек.
| 1962 | 1968 | 1975 | 1982 | 1990 | 1999 | 2010 |
| ---- | ---- | ---- | ---- | ---- | ---- | ---- |
| 191  | 170  | 170  | 212  | 254  | 300  | 301  |

## Администрация
| Период | Период | Фамилия       | Партия                  | Примечания |
| ------ | ------ | ------------- | ----------------------- | ---------- |
| 1995   | 2001   | Рене Дила     |                         |            |
| 2001   | 2020   | Даниель Руссе | Социалистическая партия |            |

## Экономика
В 2010 году среди 189 человек трудоспособного возраста (15—64 лет) 142 были экономически активными, 47 — неактивными (показатель активности — 75,1 %, в 1999 году было 75,1 %). Из 142 активных жителей работали 137 человек (78 мужчин и 59 женщин), безработных было 5 (1 мужчина и 4 женщины). Среди 47 неактивных 16 человек были учениками или студентами, 22 — пенсионерами, 9 были неактивными по другим причинам.